# Цизелирање (уметност)
Цизелирање или прецизно дотеривање (од   и фр. ciseler) је стара занатска техника којом се искуцавањем ручно (или ређе машински) уз помоћ чекића и финог малог длета врши уметничко дотеривање и  украшавање — урезивање, разних ликовних форми, на глатким изливеним или искованим површинама у злату, сребру, месингу, кристалу, мермеру итд. Примена ове технике је нужна након ливења или након примене неког другог примарног поступка.
Занатлије (уметници) које се баве овом техником зову се цизелири.

## Немана и циљ
Цизелирање које може бити топло и хладно, намењено је за дораду одливака и других материјала али и као самостална техника за рад на равним плочама и другим предметима.
Главни циљ цизелирања је дати површини жељени естетски изглед и нагласити њен уметнички ефекат.

## Начин рада
Цизелирање одливака и откивака
Код одливака цизелирање има за циљ да фином дорадом да лепши изглед поједим формамама које се изливањем и откивањем не могу добити, или да уклони избочине и рисове заостале након процеса ливења.
Цизелирање равних плоча
Равне и глатке површине метала обрађују се цизелирањема на мекој површини (воску или цизелирском киту), најчешће у поступку негатива, искуцавањем са задње стране, да би се накнадна дорада, обавила искуцавањем и са предње стране.  

## Резултат рада
Иако је најчешће резултат рада плитки рељеф, на овај начин се могу формирати и тродимензионални објекти.
Мало је техника која даје широку експресију, а истовремено су економичне и једноставне. 
У случају цизелинрања ради се супротно од гравирања (које са ради са предње стране) - куцањем на задњем делу металне плоче.
Ова техника се користи независно, или са другим техникама у завршној изради већ обликованих предмета, скулптура, накита итд.